# Niederelbebahn
| |                                                                            |                                               |                                               |
| Streckennummer (DB): | 1720                                                                       |                                               |                                               |
| Kursbuchstrecke (DB): | 121, 101.5 (S-Bahn)                                                        |                                               |                                               |
| Kursbuchstrecke: | 190 (1934) 217 (1946) 109 (HH-Harburg – Buxtehude Gesamtverkehr 1946)      |                                               |                                               |
| Streckenlänge: | 105 km                                                                     |                                               |                                               |
| Spurweite: | 1435 mm (Normalspur)                                                       |                                               |                                               |
| Streckenklasse: | D4                                                                         |                                               |                                               |
| Stromsystem: | bis Stade: 15 kV 16,7 Hz ~                                                 |                                               |                                               |
| Streckengeschwindigkeit: | Hamburg–Stade: 140 km/h Stade–Cuxhaven: 120 km/h                           |                                               |                                               |
| Zugbeeinflussung: | PZB                                                                        |                                               |                                               |
| Zweigleisigkeit: | Hamburg-Harburg–Himmelpforten, Hechthausen–Cuxhaven (ehemals: durchgehend) |                                               |                                               |
| |                                                                            |                                               |                                               |
| Bundesländer: | Hamburg, Niedersachsen                                                     |                                               |                                               |
| \| \| \| von Hannover \| \| \| \| \| von Bremen \| \| \| \| 169,376 \| Hamburg-Harburg Harburger S-Bahn \| Hamburg-Harburg Harburger S-Bahn \| \| \| 169,400 \| zum Hauptbahnhof und nach Allermöhe \| zum Hauptbahnhof und nach Allermöhe \| \| \| \| Seevekanal und Göhlbach \| \| \| \| 171,100 \| Hamburg Unterelbe \| Hamburg Unterelbe \| \| \| \| \| \| \| \| 0,4 \| \| \| \| \| 1,4 \| Hmb Unterelbe Seehafen \| Hmb Unterelbe Seehafen \| \| \| \| \| \| \| \| 172,700 \| S-Bahn von Hamburg-Harburg \| S-Bahn von Hamburg-Harburg \| \| \| ≈17400 \| Hamburg Tempo-Werk (bis 1984) \| Hamburg Tempo-Werk (bis 1984) \| \| \| \| A 7 \| \| \| \| \| Hafenbahn von Hmb-Hohe Schaar \| \| \| \| 174,900 \| Hamburg Hafen Bft Hmb-Hausbruch \| Hamburg Hafen Bft Hmb-Hausbruch \| \| \| \| Hafenbahn nach Hmb-Waltershof \| \| \| \| 176,570 \| Hamburg-Hausbruch (bis 1984) \| Hamburg-Hausbruch (bis 1984) \| \| \| \| Hamburg-Neuwiedenthal \| \| \| \| 179,331 \| Hamburg-Neugraben \| Hamburg-Neugraben \| \| \| \| Systemwechselstelle Gleichstrom/Wechselstrom \| \| \| \| 180,545 \| Ende Harburger S-Bahn \| Ende Harburger S-Bahn \| \| \| 181,452181,445 \| Überlänge 7 m \| Überlänge 7 m \| \| \| 181,487 \| Hamburg-Fischbek \| Hamburg-Fischbek \| \| \| \| zur Röttiger-Kaserne \| \| \| \| 182,768 \| Landesgrenze Hamburg / Niedersachsen \| Landesgrenze Hamburg / Niedersachsen \| \| \| 183,522 \| Neu Wulmstorf (ehem. Bf, bis 1970: Daerstorf) \| Neu Wulmstorf (ehem. Bf, bis 1970: Daerstorf) \| \| \| 184,703 \| B 3n (Ortsumgehung Neu Wulmstorf) \| B 3n (Ortsumgehung Neu Wulmstorf) \| \| \| 184,770 \| zur Kiesgrube Ketzendorf \| zur Kiesgrube Ketzendorf \| \| \| \| vom Gewerbegebiet Harburger Straße \| \| \| \| 189,830 \| Este \| Este \| \| \| 190,248 \| Buxtehude \| Buxtehude \| \| \| \| nach Harsefeld \| \| \| \| 193,807 \| Neukloster (Kr Stade) \| 4 m \| \| \| 198,272 \| Aue \| Aue \| \| \| 198,961 \| Horneburg \| 9 m \| \| \| 203,285 \| Dollern \| 5 m \| \| \| 206,056 \| Agathenburg \| 5 m \| \| \| 208,608 \| A 26 \| A 26 \| \| \| 210,256 \| von Hesedorf \| von Hesedorf \| \| \| 210,292 \| nach Bützfleth \| nach Bützfleth \| \| \| \| von Itzwörden (Kehdinger Kreisbahn) \| \| \| \| 211,174 \| Stade (Ende Elektrifizierung / S-Bahn) \| 5 m \| \| \| 212,017 \| Schwinge \| Schwinge \| \| \| 218,679 \| Hammah \| 8 m \| \| \| 222,629 \| Himmelpforten (Hp Üst, ehem. Bf) \| 4 m \| \| \| \| Horsterbeck \| \| \| \| 226,127 \| B 73 \| B 73 \| \| \| 226,270 \| Eisenbahnbrücke Hechthausen (Oste) \| Eisenbahnbrücke Hechthausen (Oste) \| \| \| 228,403 \| Hechthausen (Hp Üst, ehem. Bf) \| 7 m \| \| \| \| Hackemühlener Bach \| \| \| \| 234,967 \| Hemmoor (ehem. Bf, bis 1992: Basbeck-Osten) \| 8 m \| \| \| 235,291 \| B 495 (Lamstedter Straße) \| B 495 (Lamstedter Straße) \| \| \| 235,723 \| B 73 (Hauptstraße) \| B 73 (Hauptstraße) \| \| \| 238,180 \| Warstade-Hemmoor (bis 1991) \| Warstade-Hemmoor (bis 1991) \| \| \| \| Schwengsielfleth \| \| \| \| \| Oberndorfer Mühlenfleth \| \| \| \| 243,176 \| Wingst (bis 1974: Höftgrube) \| Wingst (bis 1974: Höftgrube) \| \| \| 246,362 \| B 73 (Stader Straße) \| B 73 (Stader Straße) \| \| \| 247,050 \| Cadenberge \| 4 m \| \| \| 247,749 \| Neuhaus-Bülkauer Kanal \| Neuhaus-Bülkauer Kanal \| \| \| 250,900 \| Neuhaus (Oste) (bis 1991) \| Neuhaus (Oste) (bis 1991) \| \| \| 251,145 \| Aue \| Aue \| \| \| 254,594 \| Hadelner Kanal \| Hadelner Kanal \| \| \| 256,975 \| B73 (Ortsumgehung Otterndorf) \| B73 (Ortsumgehung Otterndorf) \| \| \| 258,613 \| Medem \| Medem \| \| \| 258,887 \| Otterndorf \| 3 m \| \| \| 267,080 \| Altenbruch (bis 1991) \| Altenbruch (bis 1991) \| \| \| 267,510 \| Altenbrucher Kanal \| Altenbrucher Kanal \| \| \| 270,555 \| von / nach Cuxhaven Amerika-Bahnhof \| von / nach Cuxhaven Amerika-Bahnhof \| \| \| 271,700 \| Cuxhaven CF (Bft) \| Cuxhaven CF (Bft) \| \| \| 271,801 \| von Bremerhaven \| von Bremerhaven \| \| \| 273,009 \| Cuxhaven \| 3 m \| \| \| 274,230 \| Cuxhaven Hafen[1] \| Cuxhaven Hafen[1] \| \| \| \| \| \| \| Quellen: [2][3][4] \| \| \| \| |                                                                            |                                               |                                               |
| Strecke von links · Strecke quer |                                                                            | von Hannover                                  | von Hannover                                  |
| Abzweig geradeaus und von links · Strecke quer |                                                                            | von Bremen                                    | von Bremen                                    |
| Strecke Tunnelanfang und quer | 169,376                                                                    | Hamburg-Harburg Harburger S-Bahn              | Hamburg-Harburg Harburger S-Bahn              |
| Abzweig quer und nach links · Abzweig geradeaus und nach rechts | 169,400                                                                    | zum Hauptbahnhof und nach Allermöhe           | zum Hauptbahnhof und nach Allermöhe           |
| Brücke über Wasserlauf |                                                                            | Seevekanal und Göhlbach                       | Seevekanal und Göhlbach                       |
| Dienststation / Betriebs- oder Güterbahnhof | 171,100                                                                    | Hamburg Unterelbe                             | Hamburg Unterelbe                             |
| Strecke von links · Abzweig geradeaus und nach rechts |                                                                            |                                               |                                               |
| Kilometer-Wechsel · Strecke | 0,4                                                                        |                                               |                                               |
| Betriebs-/Güterbahnhof Streckenende · Strecke | 1,4                                                                        | Hmb Unterelbe Seehafen                        | Hmb Unterelbe Seehafen                        |
| |                                                                            |                                               |                                               |
| Strecke · Strecke | 172,700                                                                    | S-Bahn von Hamburg-Harburg                    | S-Bahn von Hamburg-Harburg                    |
| ehemaliger Haltepunkt / Haltestelle · Strecke | ≈17400                                                                     | Hamburg Tempo-Werk (bis 1984)                 | Hamburg Tempo-Werk (bis 1984)                 |
| Strecke mit Straßenbrücke Streckenanfang · Strecke mit Straßenbrücke Streckenende |                                                                            | A 7                                           | A 7                                           |
| Abzweig geradeaus und von rechts · Strecke |                                                                            | Hafenbahn von Hmb-Hohe Schaar                 | Hafenbahn von Hmb-Hohe Schaar                 |
| Dienststation / Betriebs- oder Güterbahnhof · Überleitstelle / Spurwechsel | 174,900                                                                    | Hamburg Hafen Bft Hmb-Hausbruch               | Hamburg Hafen Bft Hmb-Hausbruch               |
| Abzweig geradeaus und nach rechts · Strecke |                                                                            | Hafenbahn nach Hmb-Waltershof                 | Hafenbahn nach Hmb-Waltershof                 |
| ehemaliger Haltepunkt / Haltestelle · Strecke | 176,570                                                                    | Hamburg-Hausbruch (bis 1984)                  | Hamburg-Hausbruch (bis 1984)                  |
| Strecke · S-Bahn-Halt |                                                                            | Hamburg-Neuwiedenthal                         | Hamburg-Neuwiedenthal                         |
| Bahnhof · S-Bahnhof | 179,331                                                                    | Hamburg-Neugraben                             | Hamburg-Neugraben                             |
| Strecke · Kilometer-Wechsel |                                                                            | Systemwechselstelle Gleichstrom/Wechselstrom  | Systemwechselstelle Gleichstrom/Wechselstrom  |
| Verschwenkung nach links · Verschwenkung nach rechts | 180,545                                                                    | Ende Harburger S-Bahn                         | Ende Harburger S-Bahn                         |
| Kilometer-Wechsel | 181,452181,445                                                             | Überlänge 7 m                                 | Überlänge 7 m                                 |
| S-Bahn-Halt | 181,487                                                                    | Hamburg-Fischbek                              | Hamburg-Fischbek                              |
| Abzweig geradeaus und ehemals nach links |                                                                            | zur Röttiger-Kaserne                          | zur Röttiger-Kaserne                          |
| Grenze | 182,768                                                                    | Landesgrenze Hamburg / Niedersachsen          | Landesgrenze Hamburg / Niedersachsen          |
| S-Bahn-Halt | 183,522                                                                    | Neu Wulmstorf (ehem. Bf, bis 1970: Daerstorf) | Neu Wulmstorf (ehem. Bf, bis 1970: Daerstorf) |
| Strecke mit Straßenbrücke | 184,703                                                                    | B 3n (Ortsumgehung Neu Wulmstorf)             | B 3n (Ortsumgehung Neu Wulmstorf)             |
| Abzweig geradeaus und ehemals nach links | 184,770                                                                    | zur Kiesgrube Ketzendorf                      | zur Kiesgrube Ketzendorf                      |
| Abzweig geradeaus und von links |                                                                            | vom Gewerbegebiet Harburger Straße            | vom Gewerbegebiet Harburger Straße            |
| Brücke über Wasserlauf | 189,830                                                                    | Este                                          | Este                                          |
| Bahnhof mit S-Bahn-Halt | 190,248                                                                    | Buxtehude                                     | Buxtehude                                     |
| Abzweig geradeaus und nach links |                                                                            | nach Harsefeld                                | nach Harsefeld                                |
| S-Bahn-Halt | 193,807                                                                    | Neukloster (Kr Stade)                         | 4 m                                           |
| Brücke über Wasserlauf | 198,272                                                                    | Aue                                           | Aue                                           |
| Bahnhof mit S-Bahn-Halt | 198,961                                                                    | Horneburg                                     | 9 m                                           |
| S-Bahn-Halt | 203,285                                                                    | Dollern                                       | 5 m                                           |
| S-Bahn-Halt | 206,056                                                                    | Agathenburg                                   | 5 m                                           |
| Strecke mit Straßenbrücke | 208,608                                                                    | A 26                                          | A 26                                          |
| Abzweig geradeaus und von links | 210,256                                                                    | von Hesedorf                                  | von Hesedorf                                  |
| Abzweig geradeaus und nach rechts | 210,292                                                                    | nach Bützfleth                                | nach Bützfleth                                |
| Abzweig geradeaus und ehemals von rechts |                                                                            | von Itzwörden (Kehdinger Kreisbahn)           | von Itzwörden (Kehdinger Kreisbahn)           |
| Bahnhof mit S-Bahn-Halt | 211,174                                                                    | Stade (Ende Elektrifizierung / S-Bahn)        | 5 m                                           |
| Brücke über Wasserlauf | 212,017                                                                    | Schwinge                                      | Schwinge                                      |
| Haltepunkt / Haltestelle | 218,679                                                                    | Hammah                                        | 8 m                                           |
| Haltepunkt / Haltestelle | 222,629                                                                    | Himmelpforten (Hp Üst, ehem. Bf)              | 4 m                                           |
| Brücke über Wasserlauf |                                                                            | Horsterbeck                                   | Horsterbeck                                   |
| Brücke | 226,127                                                                    | B 73                                          | B 73                                          |
| Brücke über Wasserlauf | 226,270                                                                    | Eisenbahnbrücke Hechthausen (Oste)            | Eisenbahnbrücke Hechthausen (Oste)            |
| Haltepunkt / Haltestelle | 228,403                                                                    | Hechthausen (Hp Üst, ehem. Bf)                | 7 m                                           |
| Brücke über Wasserlauf |                                                                            | Hackemühlener Bach                            | Hackemühlener Bach                            |
| Haltepunkt / Haltestelle | 234,967                                                                    | Hemmoor (ehem. Bf, bis 1992: Basbeck-Osten)   | 8 m                                           |
| Strecke mit Straßenbrücke | 235,291                                                                    | B 495 (Lamstedter Straße)                     | B 495 (Lamstedter Straße)                     |
| Strecke mit Straßenbrücke | 235,723                                                                    | B 73 (Hauptstraße)                            | B 73 (Hauptstraße)                            |
| ehemaliger Bahnhof | 238,180                                                                    | Warstade-Hemmoor (bis 1991)                   | Warstade-Hemmoor (bis 1991)                   |
| Brücke über Wasserlauf |                                                                            | Schwengsielfleth                              | Schwengsielfleth                              |
| Brücke über Wasserlauf |                                                                            | Oberndorfer Mühlenfleth                       | Oberndorfer Mühlenfleth                       |
| Haltepunkt / Haltestelle | 243,176                                                                    | Wingst (bis 1974: Höftgrube)                  | Wingst (bis 1974: Höftgrube)                  |
| Bahnübergang | 246,362                                                                    | B 73 (Stader Straße)                          | B 73 (Stader Straße)                          |
| Bahnhof | 247,050                                                                    | Cadenberge                                    | 4 m                                           |
| Brücke über Wasserlauf | 247,749                                                                    | Neuhaus-Bülkauer Kanal                        | Neuhaus-Bülkauer Kanal                        |
| ehemaliger Bahnhof | 250,900                                                                    | Neuhaus (Oste) (bis 1991)                     | Neuhaus (Oste) (bis 1991)                     |
| Brücke über Wasserlauf | 251,145                                                                    | Aue                                           | Aue                                           |
| Brücke über Wasserlauf | 254,594                                                                    | Hadelner Kanal                                | Hadelner Kanal                                |
| Strecke mit Straßenbrücke | 256,975                                                                    | B73 (Ortsumgehung Otterndorf)                 | B73 (Ortsumgehung Otterndorf)                 |
| Brücke über Wasserlauf | 258,613                                                                    | Medem                                         | Medem                                         |
| Haltepunkt / Haltestelle | 258,887                                                                    | Otterndorf                                    | 3 m                                           |
| ehemaliger Bahnhof | 267,080                                                                    | Altenbruch (bis 1991)                         | Altenbruch (bis 1991)                         |
| Brücke über Wasserlauf | 267,510                                                                    | Altenbrucher Kanal                            | Altenbrucher Kanal                            |
| Abzweig geradeaus, nach rechts und von rechts | 270,555                                                                    | von / nach Cuxhaven Amerika-Bahnhof           | von / nach Cuxhaven Amerika-Bahnhof           |
| Blockstelle | 271,700                                                                    | Cuxhaven CF (Bft)                             | Cuxhaven CF (Bft)                             |
| Abzweig geradeaus und von links | 271,801                                                                    | von Bremerhaven                               | von Bremerhaven                               |
| Kopfbahnhof Strecke ab hier außer Betrieb | 273,009                                                                    | Cuxhaven                                      | 3 m                                           |
| Kopfbahnhof Streckenende (Strecke außer Betrieb) | 274,230                                                                    | Cuxhaven Hafen                                | Cuxhaven Hafen                                |
| |                                                                            |                                               |                                               |
| Quellen: |                                                                            |                                               |                                               |

Die Nieder- oder Unterelbebahn verbindet Hamburg-Harburg mit Cuxhaven. Die 103,6 Kilometer lange Eisenbahnstrecke verläuft in nordwestlicher Richtung parallel zur Unterelbe auf Hamburger und niedersächsischem Gebiet.
Von Harburg bis Stade ist die Unterelbebahn mittels Oberleitung elektrifiziert (Bahnstrom mit einer Wechselspannung von 15 kV/16,7 Hz) und wird von der Linie S5 der S-Bahn Hamburg bedient. Für Triebwagen der bis Neugraben fahrenden Harburger S-Bahn (S3/S5) erfolgt die Versorgung mit Gleichstrom mit einer Gleichspannung von 1200 V aus einer neben dem Gleis angebrachten Stromschiene. Der Abschnitt Stade–Cuxhaven erfordert weiterhin Dieseltraktion.

## Strecke

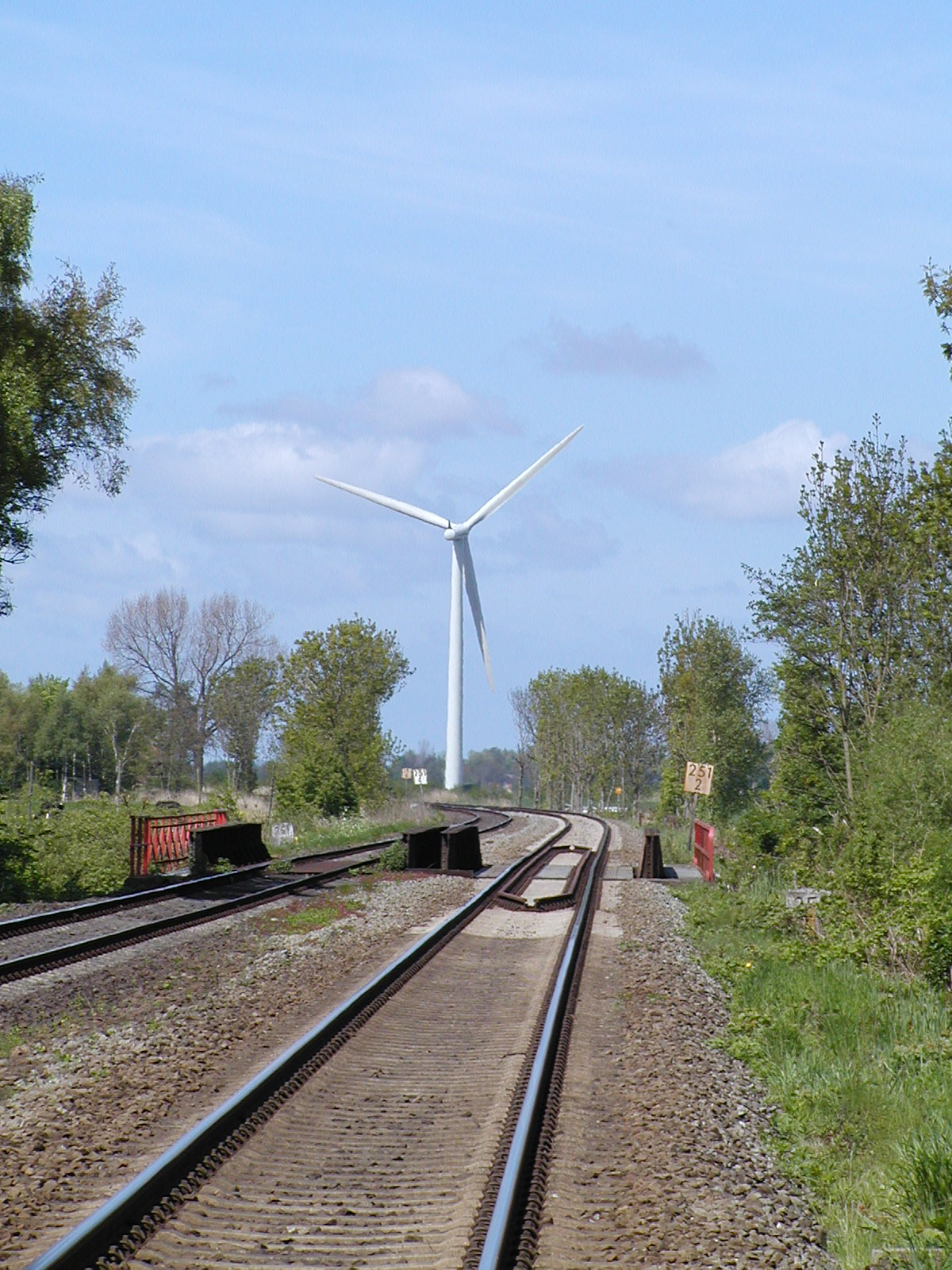
Strecke bei Kehdingbruch

Strecke bei Altenbruch

### Einordnung
Die Niederelbebahn ist seit 1964 als Hauptbahn klassifiziert und offiziell Teil der Bahnstrecke Lehrte–Cuxhaven (DB-Streckennummer 1720, siehe Bahnstrecke Lehrte–Hamburg-Harburg); die Streckenkilometrierung beginnt daher im Bahnhof Lehrte bei Hannover. Über die Niederelbebahn verläuft die Kursbuchstrecke 121.

### Streckenverlauf
Die Trasse folgt von Hamburg bis Cadenberge dem Übergang der niedersächsischen Geest zu den Elbmarschen, von Cadenberge bis Cuxhaven durch die Hadelner Marsch. Sie verläuft weitgehend durch ebenes, aber oft morastiges Gelände, schneidet aber bei Stade und Hemmoor auch die Geest an. Bedeutende Städte in diesem Bereich sind Buxtehude, Stade und Otterndorf. Den gleichen Verlauf wie die Eisenbahnstrecke nimmt auch die Bundesstraße 73.

### Überquerte Gewässer
Die Niederelbebahn überquert alle linksseitigen Nebenflüsse am Unterlauf der Elbe:
- den Seevekanal (Zulauf von der Seeve) unmittelbar hinter dem Bahnhof Hamburg-Harburg
- den Göhlbach, der dann gemeinsam mit dem Seevekanal in ein Hafenbecken mündet
- die Este in Buxtehude
- die Aue (Lühe) in Horneburg
- die Schwinge in Stade
- den Horsterbeck zwischen Himmelpforten und Burweg
- die Oste zwischen Himmelpforten und Hechthausen
- den Neuhaus-Bülkauer Kanal bei Cadenberge
- die Aue zwischen Kehdingbruch und Neuhaus (Oste)
- den Hadelner Kanal zwischen Kehdingbruch, Osterbruch und Otterndorf
- die Medem in Otterndorf
- den Altenbrucher Kanal in Cuxhaven-Altenbruch

### Streckenausbau
Zwischen Stade und Cuxhaven besteht ein Bahnhof in Cadenberge, außerdem zwei Überleitstellen in Hechthausen und Himmelpforten sowie zwei Blockstellen in Otterndorf und Hemmoor.
Die Strecke ist bis auf einen kurzen Abschnitt zwischen Himmelpforten und Hechthausen zweigleisig ausgebaut. Das kurze eingleisige Stück ist zwar ebenfalls zweigleisig trassiert, nicht aber die 1945 durch englische Pioniere errichtete Eisenbahnbrücke Hechthausen über die Oste. Auch die südöstlich gelegene Brücke über die Bundesstraße 73 ist nur eingleisig errichtet. Bei Bauarbeiten im eingleisigen Abschnitt wird der Personenverkehr eingestellt, Güterzüge können über Bremerhaven–Cuxhaven umgeleitet werden.
Seit dem 24. November 2014 ist das neue Elektronische Stellwerk Hechthausen in Betrieb, es steuert bisher den Bereich von Stade bis Cadenberge.
Seit 1968 ist die Unterelbebahn zwischen Hamburg-Harburg und Stade mit Oberleitung elektrifiziert. Die Strecke lässt hier einen 20-Minuten-Takt der S-Bahn zusätzlich zum Regional-Express zu, bis Buxtehude einen 10-Minuten-Takt.
Zwischen Heimfeld und Neugraben verläuft die mit Gleichstrom aus einer seitlichen Stromschiene versorgte Harburger S-Bahn über einige Kilometer parallel zur Unterelbebahn.
Von März 1902 bis Mai 1971 wurde die Unterelbebahn im Bereich Schloßmühlendamm/Harburger Schloßstraße von der Hamburger Straßenbahn niveaugleich auf ihrem Weg von der Hamburger Innenstadt nach Harburg gekreuzt. Technisch anspruchsvoll wurde die Situation, als die Unterelbebahn ab 1968 elektrisch betrieben wurde: Es war die Montage einer Oberleitungskreuzung erforderlich, die auf die Besonderheit Rücksicht nahm, dass die Hamburger Straßenbahn mit Rollenstromabnehmern betrieben wurde.
Ein weiter Ausbau ist im Bundesverkehrswegeplan 2030 im „potenziellen Bedarf“ vorgesehen. Die Strecke soll demnach zwischen Hechthausen und Himmelpforten zweigleisig ausgebaut und zwischen Stade und Cuxhaven mit den Bahnstrecken Cuxhaven–Bremerhaven und Hesedorf–Stade elektrifiziert werden. Des Weiteren sollen alle Bahnsteige auf 76 cm erhöht und die zukünftig verkehrenden Zweisystemfahrzeuge über die Harburger S-Bahn geführt werden. Dies entlaste nicht nur den Knoten Hamburg-Harburg durch die entfallenden Fahrtrichtungswechsel und Zugkreuzungen, sondern auch den Hamburger Hauptbahnhof. Statt auf den überlasteten Fernbahngleisen in den Bahnhof zu führen, erreichen die Züge den Hauptbahnhof dann über die S-Bahn-Gleise, welche noch Kapazitäten aufweisen. Dieser Ausbau wurde im BVWP als Nummer 2-047-V01 angegeben und in den Vordringlichen Bedarf aufgenommen. Gleiches gilt für die Verbindungskurve Harburg im Rahmen des Knoten Hamburg.

### Anlagen für den Güterverkehr
Nordwestlich des Bahnhofs Hamburg Unterelbe liegen an einer Stichstrecke die Anlagen des Bezirksgüterbahnhofs Hamburg Unterelbe Seehafen mit Anschlussgleisen zu den Harburger Seehäfen und den dortigen Raffinerien.
Auf Höhe des Bahnhofs Hamburg-Hausbruch zweigen Strecken der Hamburger Hafenbahn zu den Containerterminals Altenwerder (CTA) und Hamburg-Waltershof sowie über die Kattwykbrücke in das östliche Freihafengebiet ab.
In Stade wird über eine Stichbahn das große Industriegebiet in Bützfleth mit Aluminium- und Chemieindustrie und dem ehemaligen Kernkraftwerk erschlossen. Derzeit (2015) werden die Wagen mit einer Lok der Baureihe 295 von DB Cargo von und nach Bützfleth überführt.
Vor dem Endpunkt in Cuxhaven befinden sich umfangreiche, größtenteils aufgegebene Gleisanlagen des Hafens und der Fischereiindustrie. Hauptnutzungspunkt der Gleisanlagen ist 2015 das BLG-Autoterminal. Hauptkunden sind ARS Altmann und BLG selbst.

## Geschichte und Betrieb

### Unterelbebahn
Als Unterelbebahn wurde die Strecke von 1880 bis 1881 in der damaligen Provinz Hannover von der Unterelbe’schen Eisenbahngesellschaft gebaut. Das erste Teilstück von Harburg bis Stade wurde am 1. April 1881 dem Verkehr übergeben. In der zweiten Jahreshälfte von 1881 konnte der Betrieb über Stade hinaus aufgenommen werden. Ab 1882 verkehrten durchgehende Züge vom damaligen „Venloer Bahnhof“ in Hamburg bis Cuxhaven. Der Bahnhof Dollern kam 1920 hinzu. Der Bahnhof Harburg-Wilhelmsburg U E (Unter Elbe) wurde in Folge des Groß-Hamburg-Gesetzes zum 1. April 1938 in Hamburg-Unterelbe umbezeichnet. Die Haltepunkte Hausbruch (1984) sowie Altenbruch, Neuhaus (Oste) und Warstade-Hemmoor (1991) wurden aufgegeben.

### Vorortverkehr und S-Bahn

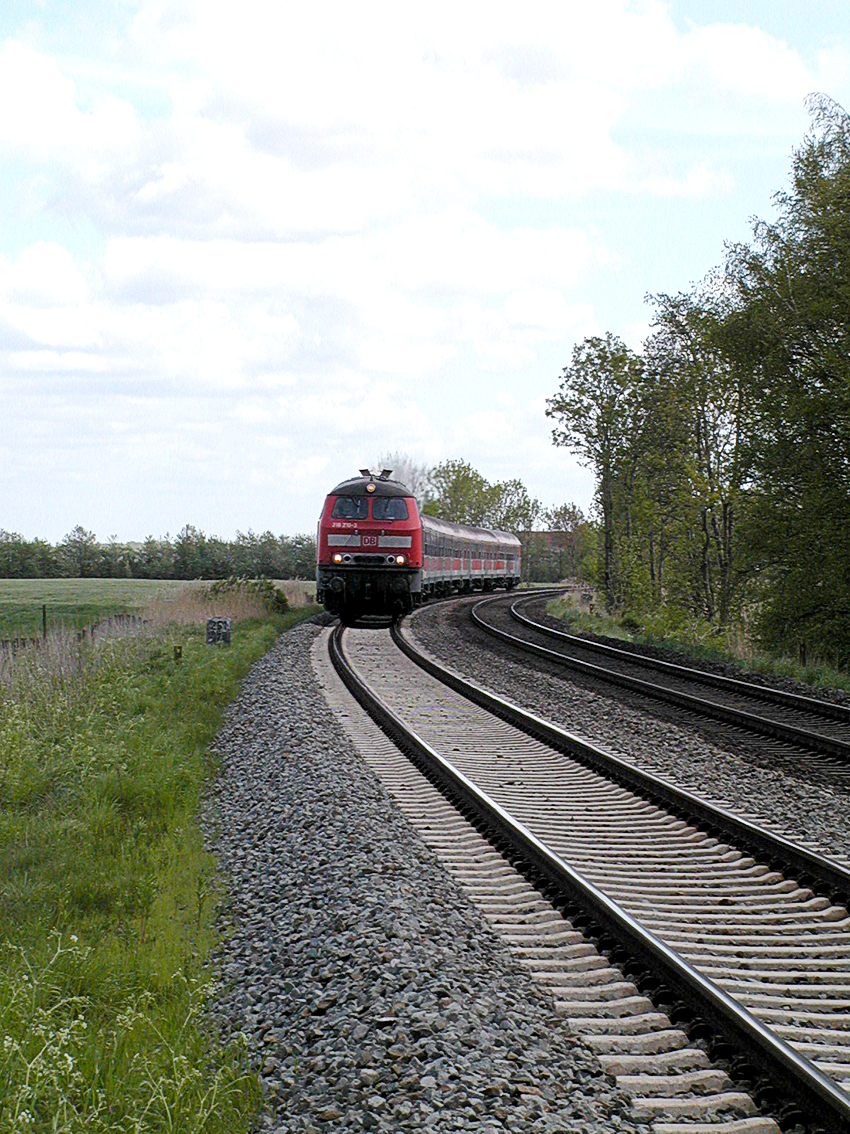
Der Regional-Express der DB – hier zwischen Belum und Kehdingbruch (Deichschlippe) – …

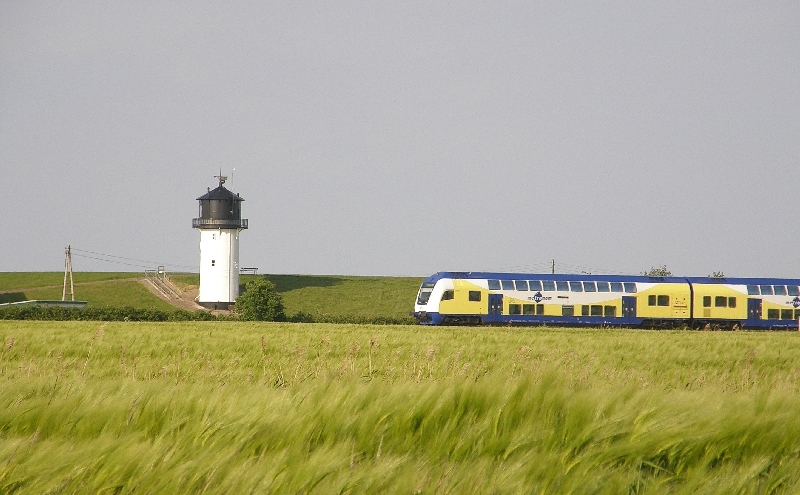
… wurde im Dezember 2007 durch den metronom abgelöst – hier neben dem Leuchtturm „Dicke Berta“ in Cuxhaven-Altenbruch – …

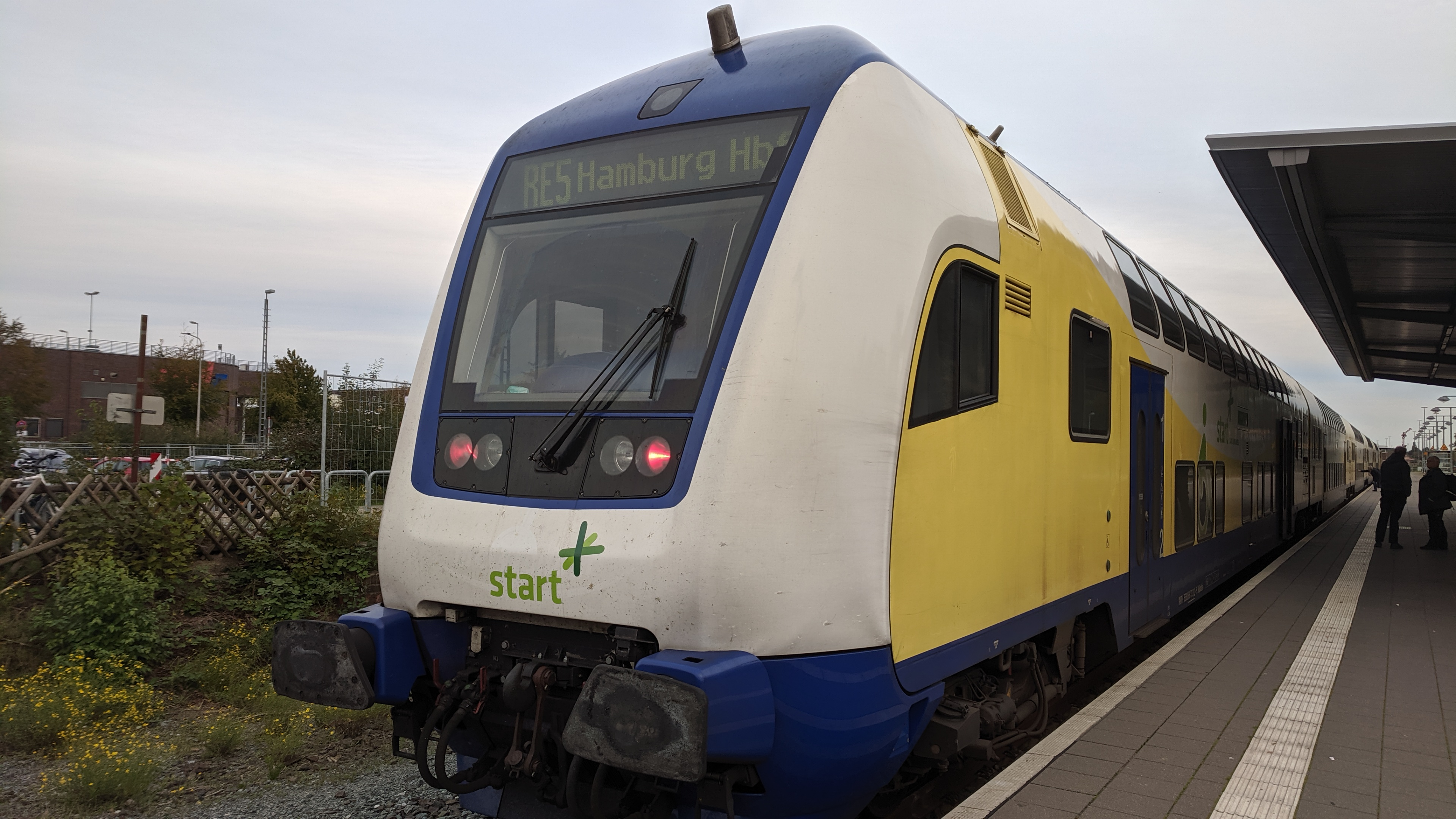
… der wiederum 2018 von der DB-eigenen Start Unterelbe abgelöst wurde – hier im Bahnhof Cuxhaven.

In den 1930er Jahren wurde der Streckenabschnitt Harburg–Neugraben in den Tarif der Hamburger S-Bahn einbezogen. Nach Gründung des Hamburger Verkehrsverbundes (HVV) im Jahr 1965 wurde diese Linie als „S 3“ bezeichnet, auf der weiterhin lokbespannte Züge verkehrten. Während die Bevölkerung in den Hamburger Stadtteilen Hausbruch und Neugraben-Fischbek in den 1960er und 70er Jahren durch den Bau neuer Großsiedlungen stark anwuchs, blieb die Verbindung ins Hamburger Stadtzentrum mangelhaft: um den Hamburger Hauptbahnhof zu erreichen, war ein Richtungswechsel der Züge in Harburg erforderlich, zudem gab es keinen Taktfahrplan.
Erst 1984 wurde die gleichstrombetriebene S-Bahn (Linien „S 3“ und „S 31“) aus der Harburger Innenstadt bis nach Neugraben verlängert. Ihre Trasse verläuft ab Hamburg-Heimfeld auf circa sieben Kilometer Länge südlich parallel zur Niederelbebahn.
Nahe der Großsiedlung Neuwiedenthal entstand ein neuer S-Bahn-Haltepunkt. Der Neugrabener Bahnhof wurde auf fünf Gleise nebst Abstellanlage erweitert und das gründerzeitliche Empfangsgebäude durch eine Umsteigeanlage im „modernen Betonstil“ der 1980er Jahre ersetzt. Auf eine Verlängerung der S-Bahn in das ebenfalls dicht besiedelte Fischbek wurde verzichtet, um die Bedeutung des neu entstandenen (Einkaufs-)Zentrums in Neugraben nicht zu schmälern.
Mit Eröffnung dieser neuen S-Bahn-Strecke wurden die Bahnhöfe Unterelbe, Tempo-Werk und Hausbruch an der alten nördlichen Trasse aufgegeben. Im Nahverkehr nach Buxtehude und Stade setzte die Deutsche Bundesbahn ab 1987 unter der Produktbezeichnung City-Bahn (CB) Züge mit modernisierten n-Wagen mit E-Loks der Baureihe 141 ein. 2006/07 war die Baureihe 143 im Einsatz. Die meisten Zugfahrten von dort endeten nun stadteinwärts in Neugraben, einige wurden jedoch zum HVV-Tarif benutzbar nach Harburg und mit Richtungswechsel bis Hamburg Hauptbahnhof weitergeführt.
Im Eilzugdienst von und nach Cuxhaven fuhren bis in die 1980er Jahre Diesellokomotiven der Baureihe 220 mit n-Wagen, danach bis zum 8. Dezember 2007 Lokomotiven der Baureihe 218 mit modernisierten n-Wagen.
Mit der Erweiterung des Verkehrsverbundgebietes im Rahmen der Metropolregion Hamburg nach Niedersachsen im Dezember 2004 wurden die Bahnhöfe zwischen Neu Wulmstorf (Landkreis Harburg) sowie Himmelpforten (Landkreis Stade) – und damit der größte Teil der Unterelbebahn – als R 50 in den Tarif des HVV einbezogen. Seit Fahrplanwechsel im Dezember 2014 heißt die Linie RE 5.

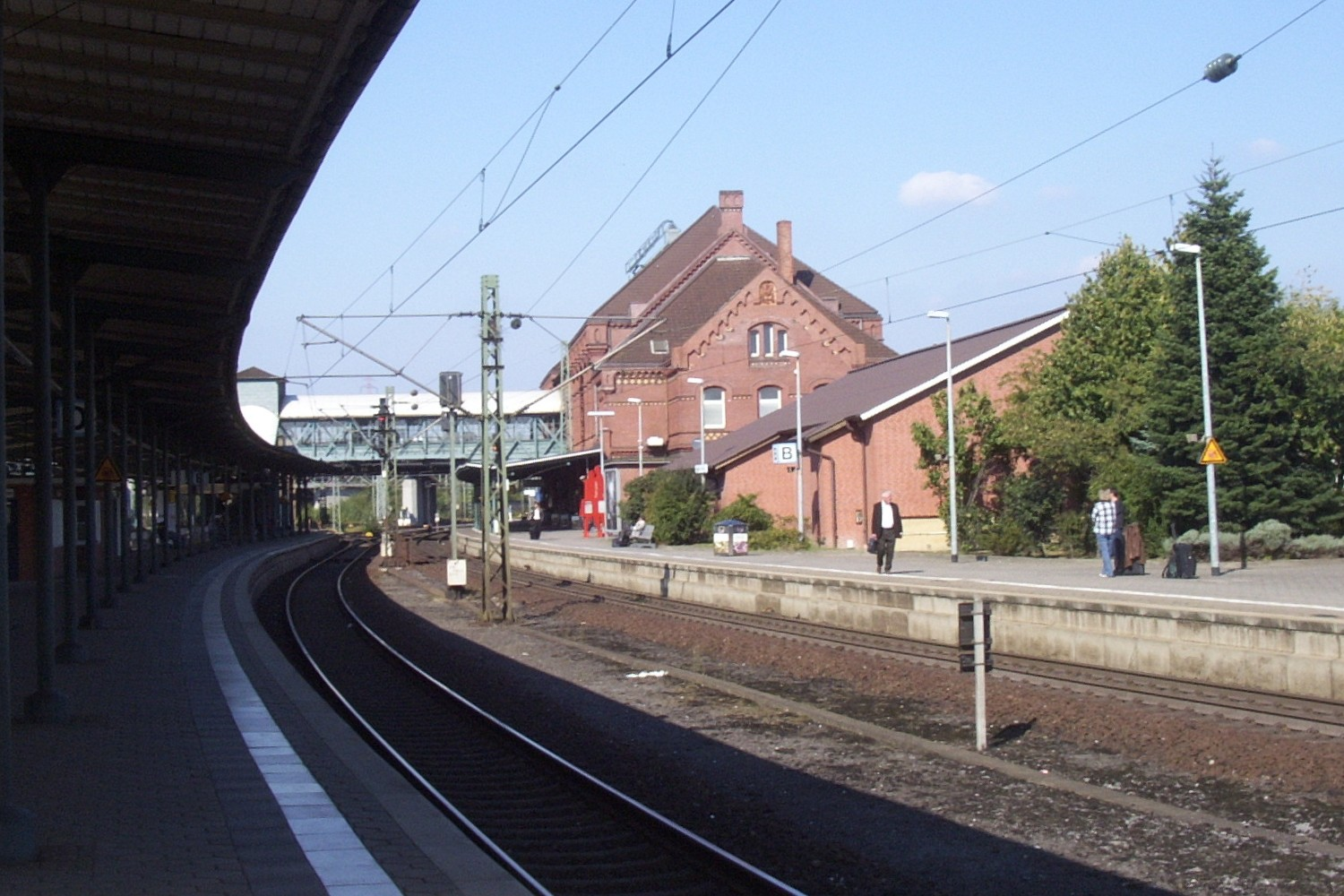
Bahnhof Hamburg-Harburg

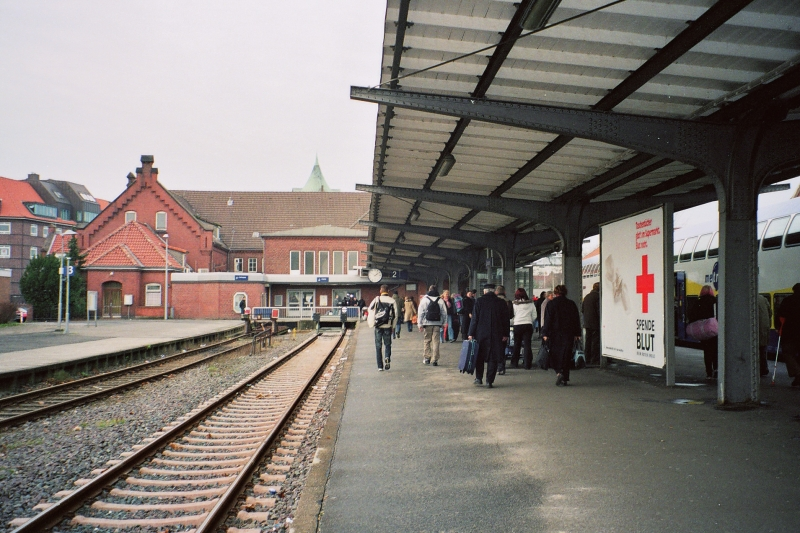
Ankunft eines metronom in Cuxhaven

Ab Dezember 2007 bediente die metronom Eisenbahngesellschaft den Verkehr nach Cuxhaven. Dabei wurden moderne Doppelstockwagen und als Lok aus dem Fahrzeugbestand der Landesnahverkehrsgesellschaft Niedersachsen (LNVG) die Baureihe 246 (TRAXX P160 DE) eingesetzt, eine Dieselvariante der Bombardier-TRAXX-Familie. Diese Züge verkehrten in der Regel stündlich bis Hamburg Hauptbahnhof.
Mit dem Fahrplanwechsel im Dezember 2007 wurde die Linie der Hamburger S-Bahn von Neugraben über Buxtehude bis nach Stade verlängert. Dabei werden neu- bzw. umgebaute Zweisystem-S-Bahn-Triebwagen der Baureihe 474.3 eingesetzt. Diese nutzen die Oberleitung und fahren abwechselnd im Mischbetrieb mit den Güterzügen und den Regionalzügen des metronom.
Der Ausbau der Strecke bestand im Wesentlichen aus der Einrichtung zweier niveaugleicher Ausfädelungen und einer Systemwechselstelle bei der Abstellanlage Neugraben sowie in der Erhöhung der Bahnsteige auf 76 cm – dort wo auch Güterzüge verkehren – und 96 cm in Buxtehude und Stade. Des Weiteren wurden die Blockabschnitte auf der Strecke verkürzt, um eine dichtere Zugfolge zuzulassen. Außerdem wurde ein zusätzlicher Haltepunkt Fischbek eingerichtet. Innerhalb von zehn Jahren wuchsen die Fahrgastzahlen zwischen Hamburg und Stade um 65 Prozent.
Seit Eröffnung des S-Bahn-Betriebes nach Stade verkehren die Regionalbahn-Züge der Bahnstrecke Buxtehude–Harsefeld nicht mehr bis Neugraben. Zeitweise wurden einzelne nächtliche Überführungsfahrten von Metronom-Zügen von und zum Betriebswerk in Bremervörde für Passagiere freigegeben, womit eine Direktverbindung Hamburg–Bremervörde möglich war. Die Überführungsfahrten über die Bahnstrecke Hesedorf–Stade und zurück sind hingegen für Passagiere nicht freigegeben.

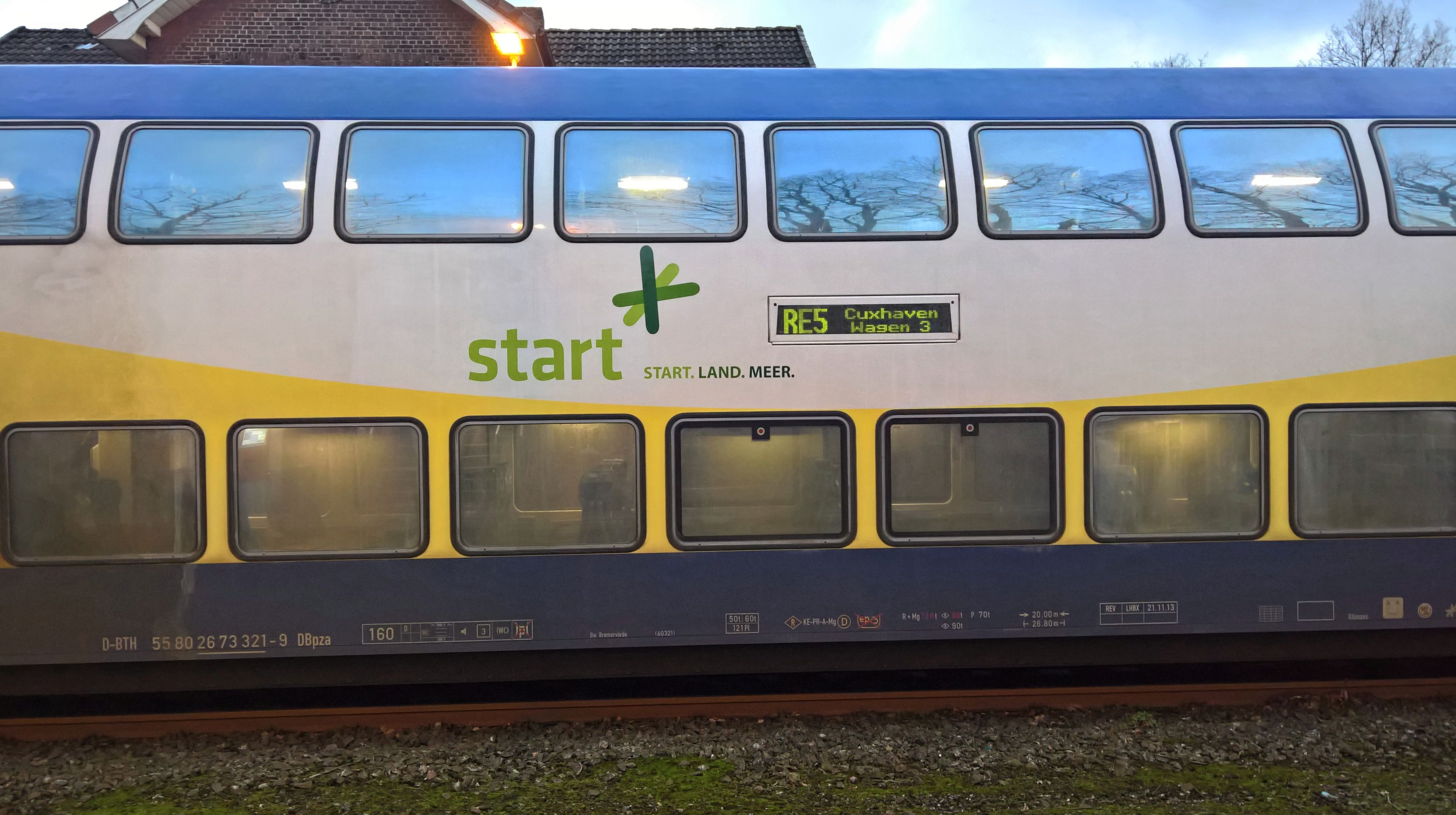
Ein Wagen der Start in Cadenberge

Seit dem Fahrplanwechsel im Dezember 2018 betreibt DB Regio, die nach einer europaweiten Ausschreibung als Sieger hervorging, den Personenverkehr auf der Strecke, wobei sie dasselbe Fahrzeugmaterial wie Metronom einsetzt. Der Betrieb wird von der Tochter Verkehrsgesellschaft Start Unterelbe durchgeführt.

### Unfälle
Am 24. April 1973 ereignete sich kurz hinter dem Bahnhof Horneburg in Richtung Hamburg ein schweres Eisenbahnunglück. Um 14.49 Uhr fuhr der aus Richtung Stade kommende Eilzug über den Bahnübergang der Issendorfer Straße. Durch Unachtsamkeit des Schrankenwärters waren die Schranken nicht rechtzeitig geschlossen worden. Ein Lieferwagen wurde vom Zug erfasst. Die ersten Wagen des von einer Diesellok geschobenen Zuges sprangen aus den Schienen. Nach circa 100 m erfasste der erste Wagen in einer leichten Linkskurve einen Oberleitungsmast und stürzte die Bahndammböschung hinab. Die nachfolgenden Wagen verkeilten sich in den Trümmern. Die eintreffenden Rettungsmannschaften der Feuerwehr und der anderen Hilfsorganisationen mussten mit Schneidbrennern und Brechstangen die zum Teil eingeklemmten Fahrgäste befreien. Bei dem Unglück starben vier Menschen, mehrere wurden schwer verletzt. Bis in die Nacht hinein dauerten die Bergungsarbeiten, bei denen auch ein Bergungspanzer der Bundeswehr eingesetzt wurde.
Der mit Abstand gravierendste Unfall auf der Niederelbebahn ereignete sich am 22. Juli 1975. Beim Eisenbahnunfall von Hamburg-Hausbruch starben 11 Menschen, nachdem in der abendlichen Hauptverkehrszeit ein Nahverkehrszug von Hamburg Hbf nach Buxtehude mit einem von der Waltershofer Hafenbahn kreuzenden Güterzug zusammengestoßen war. Unfallursache war ein Fehler des Personenzug-Lokführers. Obwohl das vor ihm stehende Hauptsignal „Halt“ zeigte, hatte er seinen Zug am damaligen Bahnhof Tempo-Werk beschleunigt. Als er seinen Fehler bemerkte, reichte die Strecke nicht mehr aus, um den Zug vor der Kollision zum Stehen zu bringen.
Am 16. September 2015 kam es am Bahnübergang Mühlenkampstraße, Hedendorf bei Buxtehude (Kreuzung der Umleitungsstrecke zur Bundesstraße 73 über Mühlenkampstraße – Am Mühlenbach mit der Niederelbebahn) zu einem Zusammenstoß zwischen einem Regionalzug der Metronom Eisenbahngesellschaft und einem Gelenkbus des Typs Mercedes-Benz Citaro. Beim Passieren des Bahnübergangs wurde die Gelenksperre des Busses aktiviert, und der Bus konnte dadurch den Bahnübergang nicht mehr verlassen. Der mit etwa 60 Schülern besetzte Bus wurde rechtzeitig geräumt, eine Person im Zug wurde durch den Zusammenprall Zug-Bus leicht verletzt. Aufgrund des Unfalls und der Kritik von Eltern und Polizei wird die Umleitungsstrecke von Gelenkbussen nicht mehr genutzt. Stattdessen werden mehrere kleine Busse von der KVG Stade auf der Linie 2103 eingesetzt. Ob der Gelenkschutz primär ursächlich am Unfall ist, soll im weiteren Verlauf geklärt werden. Die Polizei sieht kein Fehlverhalten bei der Busfahrerin. Im Juni 2016 hat das Amtsgericht Buxtehude die Busfahrerin zu einer Geldstrafe in Höhe von 1.200 Euro verurteilt. Der zuständige Richter sah es als erwiesen an, dass sich die Fahrerin des „gefährlichen Eingriffs in den Bahnverkehr“ und der „fahrlässigen Körperverletzung“ schuldig gemacht hat, weil ein Bahnreisender bei dem Zusammenstoß leicht verletzt worden war. Obwohl ihr Verteidiger die genutzte Straße für Gelenkbusse als nicht geeignet ansah, war sich der Richter sicher, dass die Strecke „schwer, aber machbar“ gewesen sei, zumal vor dem Unfall bereits 20 weitere Gelenkbusse ohne Probleme den Bahnübergang überquert hätten. Die Fahrerin habe die Kurve nicht richtig genommen. Zudem habe sie offenbar nicht gewusst, wie sie die aktivierte Gelenk- und Knicksperre des Busses wieder deaktivieren kann.
Am 20. Februar 2018 kollidierte ein von Bremerhaven kommender Autotransportzug mit einem Güterzug nach Maschen im Cuxhavener Bahnhof. Die Lok vom Typ Eurorunner kollidierte mit einer Doppeltraktion des Typs Voith Gravita. Beide Lokführer erlitten einen Schock und einer Prellungen. Beide konnten das Krankenhaus am selben Abend verlassen. Mehrere Autotransportwagen schoben sich beim Aufprall zusammen und wurden zusammen mit 20 Neuwagen und dem Gleisoberbau zerstört.